# Liste der Meistertrainer der brasilianischen Fußballliga
Die Liste der Meistertrainer der brasilianischen Fußballliga beinhaltet alle Trainer, die ihre jeweilige Mannschaft zur brasilianischen Meisterschaft in der obersten Spielklasse geführt haben. Die Campeonato Brasileiro de Futebol, oder auch Série A, ist die höchste Spielklasse im brasilianischen Männerfußball und nahm 1971 den Spielbetrieb auf. 2010 wurden auch die Gewinner der ersten zwischen 1959 und 1970 abgehaltenen nationalen Wettbewerbe, der Taça Brasil und des Torneio Roberto Gomes Pedrosa, offiziell als Meister von Brasilien anerkannt.
Seitdem haben 43 verschiedene Trainer 66 Meistertitel gewonnen. Dabei wurden 1967 und 68 jeweils zwei Titel anerkannt. 64 Brasilianer, zwei Portugiesen und ein Argentinier.
Die erfolgreichsten Trainer der Historie sind Luís Alonso Pérez, genannt Lula und Vanderlei Luxemburgo. Beide konnten fünf Meisterschaften als Trainer feiern.
Erster Meistertrainer war Ifigênio de Freitas Bahiense, genannt Geninho. Dieser konnte im letzten Spiel der Meisterschaft aber nicht leiten und wurde durch Carlos Martin Volante vertreten, welcher dadurch auch der erste ausländische Meistertrainer wurde. Die erste Titelverteidigung gelang Lula 1962, welcher mit dem FC Santos gleich fünf Titel in Folge gewann.

## Die Meistertrainer

### Saison
| Saison | Bild                  | Trainer                             | Verein                |
| ------ | --------------------- | ----------------------------------- | --------------------- |
| 1959   | Carlos Martin Volante | Geninho I / Carlos Martin Volante 1 | EC Bahia              |
| 1960   |                       | Osvaldo Brandão                     | SE Palmeiras          |
| 1961   |                       | Lula                                | FC Santos             |
| 1962   |                       | Lula                                | FC Santos             |
| 1963   |                       | Lula                                | FC Santos             |
| 1964   |                       | Lula                                | FC Santos             |
| 1965   |                       | Lula                                | FC Santos             |
| 1966   |                       | Ayrton Moreira                      | Cruzeiro EC           |
| 1967   |                       | Aymoré Moreira                      | SE Palmeiras          |
| 1967   |                       | Mário Travaglini                    | SE Palmeiras          |
| 1968   |                       | Antoninho                           | FC Santos             |
| 1968   |                       | Mário Zagallo                       | Botafogo FR           |
| 1969   |                       | Mário Travaglini                    | SE Palmeiras          |
| 1970   |                       | Paulo Amaral                        | Fluminense FC         |
| 1971   |                       | Telê Santana                        | Atlético Mineiro      |
| 1972   |                       | Osvaldo Brandão                     | SE Palmeiras          |
| 1973   |                       | Osvaldo Brandão                     | SE Palmeiras          |
| 1974   |                       | Mário Travaglini                    | CR Vasco da Gama      |
| 1975   |                       | Rubens Minelli                      | SC Internacional      |
| 1976   |                       | Rubens Minelli                      | SC Internacional      |
| 1977   |                       | Rubens Minelli                      | FC São Paulo          |
| 1978   |                       | Carlos Alberto Silva                | Guarani FC            |
| 1979   |                       | Ênio Andrade                        | SC Internacional      |
| 1980   |                       | Cláudio Coutinho                    | CR Flamengo           |
| 1981   |                       | Ênio Andrade                        | Grêmio FBPA           |
| 1982   |                       | Paulo César Carpegiani              | CR Flamengo           |
| 1983   |                       | Carlos Alberto                      | CR Flamengo           |
| 1984   |                       | Carlos Alberto Parreira             | Fluminense FC         |
| 1985   |                       | Ênio Andrade                        | Coritiba FC           |
| 1986   |                       | Pepe                                | FC São Paulo          |
| 1987   |                       | Jair Picerni                        | Sport Recife          |
| 1988   |                       | Evaristo de Macedo                  | EC Bahia              |
| 1989   |                       | Nélson Rosa Martins                 | CR Vasco da Gama      |
| 1990   |                       | Nelson Baptista                     | Corinthians São Paulo |
| 1991   |                       | Telê Santana                        | FC São Paulo          |
| 1992   |                       | Carlinhos                           | CR Flamengo           |
| 1993   |                       | Vanderlei Luxemburgo                | SE Palmeiras          |
| 1994   |                       | Vanderlei Luxemburgo                | SE Palmeiras          |
| 1995   |                       | Paulo Autuori                       | Botafogo FR           |
| 1996   |                       | Luiz Felipe Scolari                 | Grêmio FBPA           |
| 1997   |                       | Antônio Lopes                       | CR Vasco da Gama      |
| 1998   |                       | Vanderlei Luxemburgo                | Corinthians São Paulo |
| 1999   |                       | Oswaldo de Oliveira                 | Corinthians São Paulo |
| 2000   |                       | Joel Santana                        | CR Vasco da Gama      |
| 2001   |                       | Geninho II                          | Athletico Paranaense  |
| 2002   |                       | Émerson Leão                        | FC Santos             |
| 2003   |                       | Vanderlei Luxemburgo                | Cruzeiro EC           |
| 2004   |                       | Vanderlei Luxemburgo                | FC Santos             |
| 2005   |                       | Antônio Lopes 2                     | Corinthians São Paulo |
| 2006   |                       | Muricy Ramalho                      | FC São Paulo          |
| 2007   |                       | Muricy Ramalho                      | FC São Paulo          |
| 2008   |                       | Muricy Ramalho                      | FC São Paulo          |
| 2009   |                       | Jorge Luís Andrade da Silva         | CR Flamengo           |
| 2010   |                       | Muricy Ramalho                      | Fluminense FC         |
| 2011   |                       | Tite                                | Corinthians São Paulo |
| 2012   |                       | Abel Braga                          | Fluminense FC         |
| 2013   |                       | Marcelo Oliveira                    | Cruzeiro EC           |
| 2014   |                       | Marcelo Oliveira                    | Cruzeiro EC           |
| 2015   |                       | Tite                                | Corinthians São Paulo |
| 2016   |                       | Cuca                                | SE Palmeiras          |
| 2017   |                       | Fábio Carille                       | Corinthians São Paulo |
| 2018   |                       | Luiz Felipe Scolari                 | SE Palmeiras          |
| 2019   |                       | Jorge Jesus                         | CR Flamengo           |
| 2020   |                       | Rogério Ceni                        | CR Flamengo           |
| 2021   |                       | Cuca                                | Atlético Mineiro      |
| 2022   |                       | Abel Ferreira                       | SE Palmeiras          |
| 2023   |                       | Abel Ferreira                       | SE Palmeiras          |
| 2024   |                       | Artur Jorge                         | Botafogo FR           |

### Ranglisten
| Rang | Trainer                     | Titel | Jahr(e)                      |
| ---- | --------------------------- | ----- | ---------------------------- |
| 1    | Lula                        | 5     | 1961, 1962, 1963, 1964, 1965 |
|      | Vanderlei Luxemburgo        | 5     | 1993, 1994, 1998, 2003, 2004 |
| 3    | Rubens Minelli              | 4     | 1969, 1975, 1976, 1977       |
|      | Muricy Ramalho              | 4     | 2006, 2007, 2008, 2010       |
| 5    | Osvaldo Brandão             | 3     | 1960, 1972, 1973             |
|      | Ênio Andrade                | 3     | 1979, 1981, 1985             |
| 7    | Mário Travaglini            | 2     | 1967, 1974                   |
|      | Telê Santana                | 2     | 1971, 1991                   |
|      | Luiz Felipe Scolari         | 2     | 1996, 2018                   |
|      | Antônio Lopes               | 2     | 1997, 2005                   |
|      | Marcelo Oliveira            | 2     | 2013, 2014                   |
|      | Tite                        | 2     | 2011, 2015                   |
|      | Cuca                        | 2     | 2016, 2021                   |
|      | Abel Ferreira               | 2     | 2022, 2023                   |
| 15   | Carlos Martin Volante       | 1     | 1959                         |
|      | Geninho I                   | 1     | 1959                         |
|      | Ayrton Moreira              | 1     | 1966                         |
|      | Aymoré Moreira              | 1     | 1967                         |
|      | Antoninho                   | 1     | 1968                         |
|      | Mário Zagallo               | 1     | 1968                         |
|      | Paulo Amaral                | 1     | 1970                         |
|      | Carlos Alberto Silva        | 1     | 1978                         |
|      | Cláudio Coutinho            | 1     | 1980                         |
|      | Paulo César Carpegiani      | 1     | 1982                         |
|      | Carlos Alberto              | 1     | 1983                         |
|      | Carlos Alberto Parreira     | 1     | 1984                         |
|      | Pepe                        | 1     | 1986                         |
|      | Jair Picerni                | 1     | 1987                         |
|      | Evaristo de Macedo          | 1     | 1988                         |
|      | Nélson Rosa Martins         | 1     | 1989                         |
|      | Nelson Baptista             | 1     | 1990                         |
|      | Carlinhos                   | 1     | 1992                         |
|      | Paulo Autuori               | 1     | 1995                         |
|      | Oswaldo de Oliveira         | 1     | 1999                         |
|      | Joel Santana                | 1     | 2000                         |
|      | Geninho II                  | 1     | 2001                         |
|      | Émerson Leão                | 1     | 2002                         |
|      | Jorge Luís Andrade da Silva | 1     | 2009                         |
|      | Abel Braga                  | 1     | 2012                         |
|      | Fábio Carille               | 1     | 2017                         |
|      | Jorge Jesus                 | 1     | 2019                         |
|      | Rogério Ceni                | 1     | 2020                         |
|      | Artur Jorge                 | 1     | 2024                         |

| Rang | Land        | Titel |
| ---- | ----------- | ----- |
| 1    | Brasilien   | 64    |
| 2    | Portugal    | 4     |
| 3    | Argentinien | 1     |

### Meister als Spieler und Trainer
Acht Spielern gelang es den Meistertitel als Spieler und Trainer zu gewinnen.
|                             | Als Spieler                                             | Als Trainer                                                     |
| --------------------------- | ------------------------------------------------------- | --------------------------------------------------------------- |
| Ênio Andrade                | SE Palmeiras (1960)                                     | SC Internacional (1979), Grêmio FBPA (1981), Coritiba FC (1985) |
| Paulo César Carpegiani      | SC Internacional (1975, 1976), CR Flamengo (1980)       | CR Flamengo (1982)                                              |
| Carlos Alberto              | FC Santos (1965, 1968)                                  | CR Flamengo (1983)                                              |
| Pepe                        | FC Santos (1961, 1962, 1963, 1964, 1965, 1968)          | FC São Paulo (1986)                                             |
| Joel Santana                | CR Vasco da Gama (1974)                                 | CR Vasco da Gama (2000)                                         |
| Emerson Leão                | SE Palmeiras (1969, 1972, 1973), Grêmio FBPA (1981)     | FC Santos (2002)                                                |
| Jorge Luís Andrade da Silva | CR Flamengo (1980, 1982, 1983), CR Vasco da Gama (1989) | CR Flamengo (2009)                                              |
| Rogério Ceni                | FC São Paulo (2006, 2007, 2008)                         | CR Flamengo (2020)                                              |

### Jüngste und älteste Trainer
Jüngste Trainer
| Trainer                | Meisterschaft | Alter |
| ---------------------- | ------------- | ----- |
| Paulo César Carpegiani | 1982          | 33    |
| Mário Travaglini       | 1967          | 35    |
| Mário Zagallo          | 1968          | 38    |
| Carlos Alberto         | 1983          | 38    |
| Carlos Alberto Silva   | 1978          | 38    |

Älteste Trainer
| Trainer             | Meisterschaft | Alter |
| ------------------- | ------------- | ----- |
| Luiz Felipe Scolari | 2018          | 70    |
| Jorge Jesus         | 2019          | 65    |
| Antônio Lopes       | 2005          | 64    |
| Abel Braga          | 2012          | 60    |
| Telê Santana        | 1991          | 59    |